# La Trinidad, Santiago Yaveo
La Trinidad är en ort i Mexiko.   Den ligger i kommunen Santiago Yaveo och delstaten Oaxaca, i den sydöstra delen av landet, 400 km sydost om huvudstaden Mexico City. La Trinidad ligger 120 meter över havet och antalet invånare är 651.
Terrängen runt La Trinidad är platt. Runt La Trinidad är det ganska glesbefolkat, med 24 invånare per kvadratkilometer. Närmaste större samhälle är San Felipe Cihualtepec, 19,7 km öster om La Trinidad. I omgivningarna runt La Trinidad växer i huvudsak städsegrön lövskog.